# 맘즈베리의 윌리엄

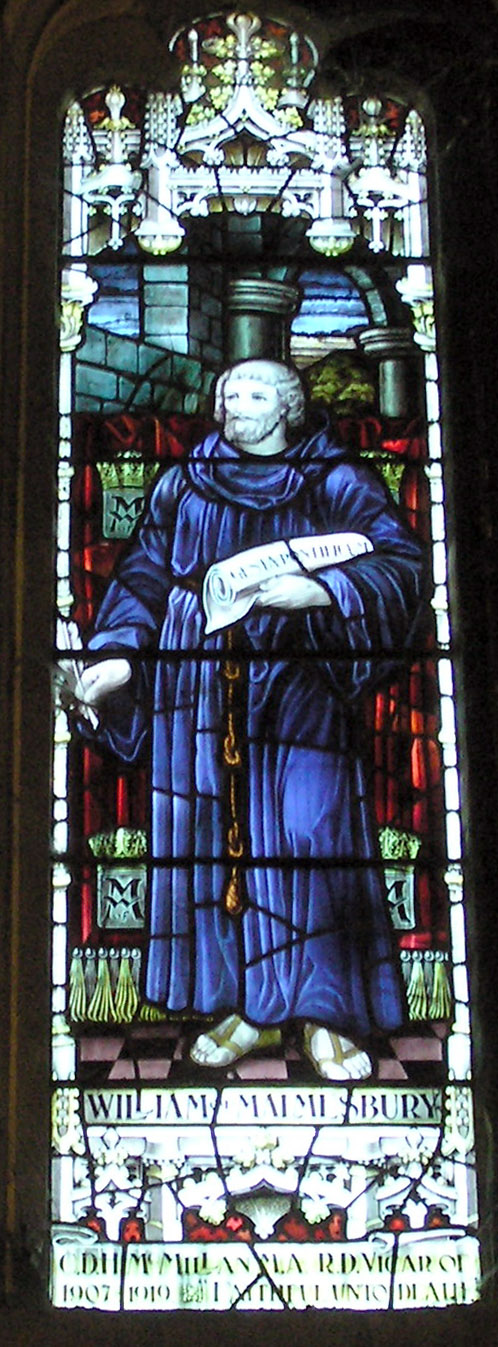
1907년부터 1919년까지 맬름즈베리 교구 목사였던 캐논 C. D. H. 맥밀런 목사를 기리기 위해 1928년 맬름즈베리 수도원에 설치된 윌리엄의 스테인드글라스 창문

맘즈베리의 윌리엄(영어: William of Malmesbury, 라틴어: Willelmus Malmesbiriensis;  1095 – c. 1143c.)은 12세기 최고의 잉글랜드 역사가였다. 그는 베다 베네라빌리스 이래 가장 재능 있는 잉글랜드 역사가 중 한 명으로 평가받는다. 현대 역사가 C. 워렌 홀리스터는 그를 "재능 있는 역사학자이자 탐욕스러운 독서가로, 고전 고대, 교부, 그리고 초기 중세 시대의 문학뿐만 아니라 동시대 작가들의 글에도 인상 깊을 정도로 정통했다. 실제로 윌리엄은 12세기 서유럽에서 가장 학식이 깊은 사람이었을 것이다"라고 묘사했다.
윌리엄은 1095년 또는 1096년 잉글랜드 윌트셔주에서 태어났다. 그의 아버지는 노르만인이었고 어머니는 잉글랜드인이었다. 그는 평생을 잉글랜드에서 보냈고, 성인이 되어서는 윌트셔주의 맬름즈베리 수도원에서 출가자로 살았다.

## 전기
맬름즈베리 수도원에서 윌리엄이 받은 교육에는 약간의 논리학과 물리학이 포함되었지만, 그는 도덕 철학과 역사에 가장 많은 관심을 기울였다. 그가 기록한 그의 경력에 대한 가장 초기 사실은 그가 고프리 수도원장(1081–1105)이 공동체를 위한 도서관을 수집하는 것을 도왔다는 것이다. 그리고 증거는 윌리엄이 200여 명의 저자들의 최소 400개 작품에 대한 직접적인 지식을 가지고 있었음을 보여준다. 연구 과정에서 그는 중세 역사서들을 수집했고, 이는 그에게 베다 베네라빌리스의 《앵글인의 교회사》(Historia ecclesiastica gentis Anglorum)를 모델로 한 대중적인 잉글랜드의 역사 이야기를 쓰겠다는 아이디어를 주었다. 윌리엄이 베다 베네라빌리스에 대해 명백한 존경심을 가지고 있었다는 것은 그의 잉글랜드 국왕 실록 서문에서도 분명히 드러난다. 그곳에서 그는 그 인물에 대한 자신의 존경을 표한다.
이러한 아이디어를 실현하기 위해 윌리엄은 1125년에 자신의 《잉글랜드 국왕 실록》("잉글랜드 왕의 업적")을 완성했는데, 이는 의식적으로 베다 베네라빌리스를 본떠 서기 449년부터 1120년까지를 다루었다. 그는 나중에 이를 편집하고 1127년까지 확장하여 글로스터 백작 로버트에게 헌정하는 개정판을 출간했다. 《잉글랜드 국왕 실록》의 이 "제2판"은 "그의 후회에서 세월의 부드러움을 드러내는" 책으로, 현재 잉글랜드의 위대한 역사서 중 하나로 여겨진다.
윌리엄은 《잉글랜드 실록》에서 윌리엄 1세에 대해 다음과 같이 썼다.
그는 올바른 체격에 비범한 비만이었고, 얼굴은 사나웠으며, 이마는 머리카락이 없었다. 팔 힘이 너무나 강해서, 말이 전속력으로 달리는 중에도 자신이 활을 당길 수 있었지만 아무도 그의 활을 당길 수 없다는 것이 자주 놀라움의 대상이 되었다. 앉거나 서 있을 때 위엄이 있었지만, 불룩한 배가 그의 왕다운 모습을 망쳤다. 마지막 순간을 제외하고는 어떤 위험한 질병에도 시달리지 않을 정도로 건강이 매우 좋았다. 사냥의 즐거움에 너무나 빠져서, 이전에 말했듯이 주민들을 쫓아내고 수 마일에 걸쳐 황폐하게 만들었는데, 이는 다른 업무에서 벗어나 있을 때 그곳에서 즐거움을 추구하기 위함이었다. 그가 마땅히 비난받을 만한 유일한 점은 돈에 대한 욕심이다. 그는 어떻게든 돈을 긁어모으려 모든 기회를 찾았고, 돈에 대한 희망이 그를 유혹할 때에는 그러한 위대한 위엄에 어울리지 않는 말과 행동, 심지어 거의 모든 것을 하기도 했다. 여기서는 어떤 변명도 할 수 없다. 다만, 어떤 사람이 말했듯이, 많은 사람이 두려워하는 사람을 필연적으로 두려워해야 한다는 것밖에는.

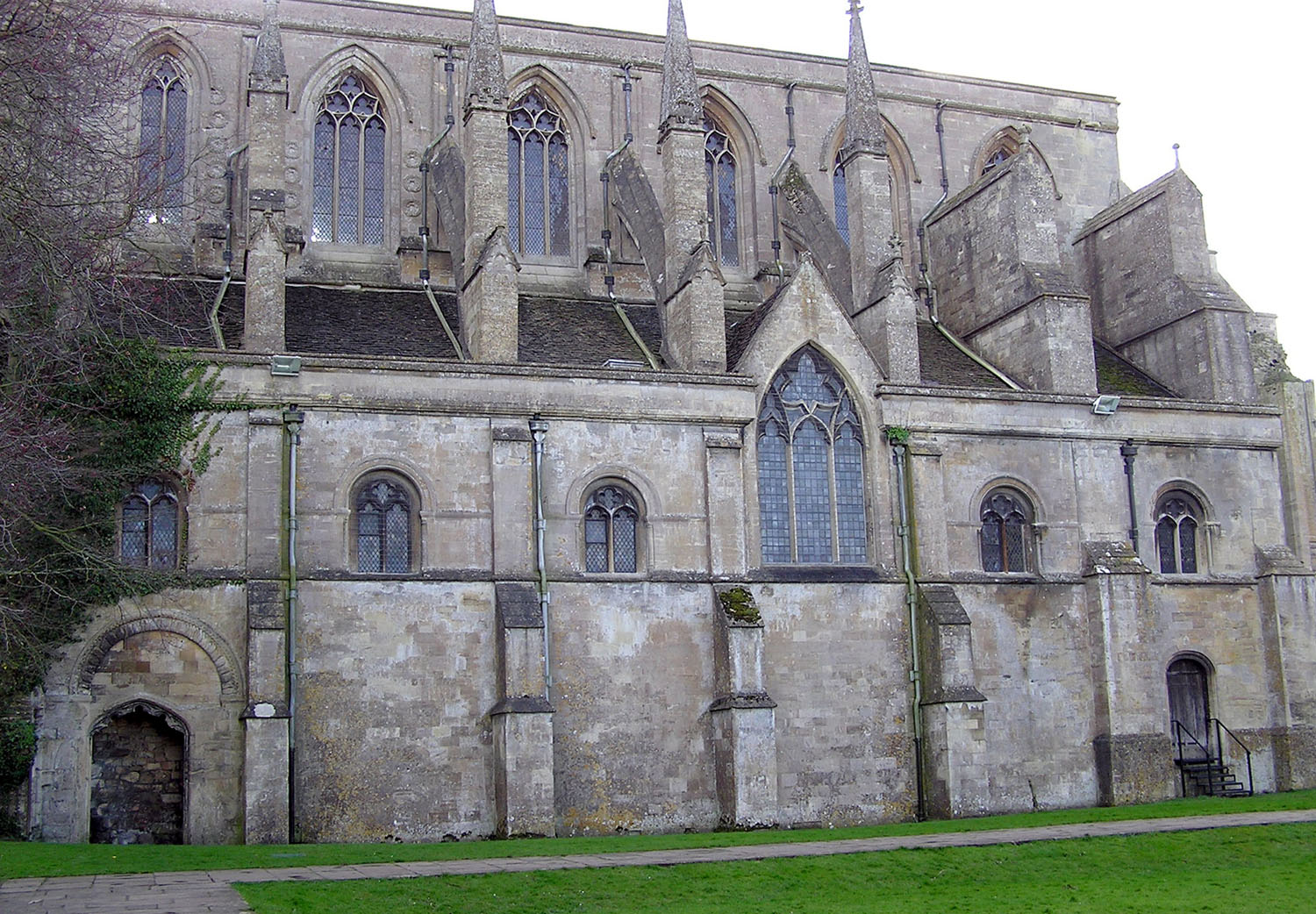
1180년에 완공된 윌트셔주의 맬름즈베리 수도원. 이곳은 여전히 맬름즈베리의 본당 교회로 사용된다.

윌리엄의 책 초판에 이어 1125년에는 《잉글랜드 주교 실록》(Gesta Pontificum Anglorum)이 나왔다. 수도원과 주교구의 생생하고 서술적인 역사를 위해, 특히 맬름즈베리 수도원장인 학식 있고 기적을 행하는 알드헬름과 같은 잉글랜드 주교 성인들의 삶에 초점을 맞추면서 윌리엄은 잉글랜드 왕국 전역을 광범위하게 여행했다. 그는 한동안 글래스턴베리 수도원에 머물며 친구이자 윈체스터의 주교이기도 했던 블루아의 헨리 수도원장을 위해 《글래스턴베리 교회의 고대사》(On the Antiquity of the Glastonbury Church)를 집필했다. (이 책은 성인 파간과 데루비안을 언급하는 최초의 작품 중 하나이지만, 현재의 형태는 시대착오적인 위조와 추가로 인해 크게 훼손되었다.)
1139년 무정부시대가 시작되기 전, 윌리엄은 맬름즈베리 성을 소유하고 있던 솔즈베리 주교 로저와 유익한 친분을 맺었다. 이러한 유익한 지역 연줄은 윌리엄의 《잉글랜드 국왕 실록》에 대한 긍정적인 평가와 결합되어 1140년에 맬름즈베리 수도원장직 제의로 이어졌지만, 윌리엄은 사서 및 학자로서의 직무를 선호하여 거절했다. 그의 유일한 공식석상 등장은 1141년 윈체스터 공의회에서 이루어졌는데, 이 공의회에서 성직자들은 마틸다 황후를 지지한다고 선언했다.
1140년경부터 윌리엄은 연대기를 계속하여 《히스토리아 노벨라》, 즉 "현대사"를 썼는데, 이것은 1128년부터 1142년까지를 다루는 세 권의 연대기로, 스티븐 국왕 재위 기간의 무정부시대에 대한 중요한 기록들을 포함한다. 이 작품은 계속될 것이라는 이루어지지 않은 약속과 함께 중단된다. 아마도 윌리엄은 약속을 지키기 전에 사망한 것으로 추정된다. 윌리엄은 또한 자신의 수도원 역사와 여러 성인전을 저술했다.

## 의의
존 밀턴을 포함한 많은 사람들은 윌리엄을 당대 최고의 잉글랜드 역사가 중 한 명으로 평가하며, 그는 강력한 문서화 능력과 명확하고 매력적인 문체로 여전히 잘 알려져 있다. 그는 뛰어난 라틴어 문장가였으며, 그의 시대에는 놀랍도록 견고한 문학적 및 사학적 본능을 보여주었다. 그는 1066년 이후의 역사에서 상당한 가치를 지닌 권위자이다. 그의 글에서 많은 흥미로운 일화와 인물 및 사건에 대한 통찰력 있는 판단을 얻을 수 있다. 일부 학자들은 그가 비전형적인 연대기 형식을 사용하고, 그의 연대기가 불만족스럽고 자료 배열이 부주의하다고 비판한다. 윌리엄의 우스터의 울프스탄에 대한 작업의 대부분은 울프스탄의 동시대 인물인 콜먼의 직접적인 기록에서 유래한 것으로 여겨진다. 윌리엄은 단지 이 문서를 고대 영어에서 라틴어로 번역했을 뿐이다. 윌리엄의 작품은 여전히 귀중하게 여겨지며, 이러한 단점에도 불구하고 그는 12세기 가장 유명한 잉글랜드 연대기 작가 중 한 명으로 남아 있다.
윌리엄이 종교 공동체, 특히 베네딕도회 수녀원인 샤프츠베리 수도원, 넌나민스터, 그리고 윌턴 수도원에 대해 쓴 묘사는 비록 "성인전적"이라 할지라도, 중세 중기 잉글랜드 수녀들의 삶에 대한 통찰력을 제공한다. 그는 수녀들의 수행을 관찰했는데, 여기에는 지도자의 지시에 대한 순종, 성유물에 대한 보존 및 숭배, 공동체 내외의 사람들을 위한 기도와 중보 활동의 조직 및 참여, 그리고 평신도와 다른 종교 공동체의 동료들 사이에서의 명성이 포함된다. 잉글랜드 전역을 광범위하게 여행한 덕분에 그는 자신이 연구한 공동체들을 비교하고 이 공동체들의 "규모, 부, 활기, 엄격함"을 정확하게 평가할 수 있었다. 중세 학자이자 역사가인 케이티 앤 마리 부기스에 따르면, "그는 자신이 방문한 여성 수도원들의 수행에 분명히 깊은 인상을 받았다. 그의 말에 따르면, 그들의 신성함과 열정은 남성 수도원들의 그것과 같거나 능가했다."

## 저작
- (Willielmi Monachi Malmesburiensis): De Gestis Regum Anglorum, Libri V; Historiae Novellae, Libri II; De Gestis Pontificum Anglorum, Libri IIII., in Rerum Anglicarum Scriptores Post Bedam Praecipui, ex vetustissimis codicibus manuscriptis nunc primum in lucem editi (G. Bishop, R. Nuberie & R. Barker Typographij Regii, London 1596). digitized ed. 미뉴, 라틴 교부학 vol. 179.
- William of Malmesbury: Gesta pontificum Anglorum (Deeds of the English Bishops), Vol. I, Edited and Translated by M. Winterbottom and R. M. Thomson, 옥스퍼드 대학교 출판부, 2007. ISBN 0-19-820770-0
- William of Malmesbury: Gesta pontificum Anglorum (Deeds of the English Bishops), Vol. II: General Introduction and Commentary, by R. M. Thomson, Oxford University Press, 2007. ISBN 0-19-922661-X
- William of Malmesbury: Gesta regum Anglorum (Deeds of the Kings of the English), Vol. I, Edited and Translated by R. A. B. Mynors, R. M. Thomson and M. Winterbottom, Oxford University Press, 1998. ISBN 0-19-820678-X
- William of Malmesbury: Gesta regum Anglorum (Deeds of the Kings of the English), Vol. II: General Introduction and Commentary, by M. Winterbottom and R. M. Thomson, Oxford University Press, 2002, ISBN 0-19-820709-3
- William of Malmesbury: Historia Novella (The Contemporary History), Edited by Edmund King, Translated by K. R. Potter, Oxford University Press, 1999. ISBN 0-19-820192-3
- William of Malmesbury, Chronicle of the Kings of England, translated by Rev. John Sharpe, edited by J. A. Giles, London: George Bell and Sons, 1904.
- William of Malmesbury: The Deeds of the Bishops of England [Gesta Pontificum Anglorum], Translated by David Preest, Boydell Press, 2002. ISBN 0-85115-884-6
- De antiquitate Glastoniensis ecclesiae (63–1126 AD) (The Ancient Church of Glastonbury).
- William of Malmesbury (2011). 《Liber super explanationem Lamentationum Ieremiae prophetae》. CCCM 244. Michael Winterbottom, Rodney M. Thomson (eds.). Turnhout: Brepols. ISBN 978-2503540870. Translation: William of Malmesbury (2013). 《On Lamentations》. Corpus Christianorum in Translation 13. Michael Winterbottom (trans.). Turnhout: Brepols. ISBN 9782503548494.

### 출판되지 않은 현존하는 작품들
이 중에는 다음이 포함된다.
- 동정녀의 기적들
- 선지자 예레미야 애가 해설에 관한 책
- 아말라리우스의 신성한 직무에 관하여의 요약본
- 철학자들의 말과 기억할 만한 행적에 관하여
- 플뢰리의 하이모의 역사서 및 기타 역사 및 법률 작품들의 요약본
- 잉글랜드 성인들의 삶

이 작품들의 원고는 일부는 대영 도서관에, 일부는 보들리 도서관에 소장되어 있다.

### 소실된 작품
- 글래스턴베리 책의 서문에 성 파트리치오의 생애와 성 베니뇨의 기적이 언급되어 있다.
- 《주교 실록》에는 성 엘프지푸의 운문 생애가 인용되어 있다.
- 《히스토리아 노벨라》 서문에는 연대기 세 권이 언급되어 있으며, 그 중 한 조각은 랜즈다운 필사본 436번 대영 도서관에 보존되어 있는 것으로 보인다.
- 존 릴런드는 맬름즈베리 수도원장 요한이 1140년 로마로 여행한 것을 묘사한 《요한 수도원장의 여행기》에서 발췌한 내용을 제시했다 (릴런드, Collectanea, iii. 272).[17]

## 내용주
1. ↑  Liu, Ming (2025). 《William of Malmesbury as Author: Travel and Publishing in the Early Twelfth Century》. 《Journal of Medieval History》. doi:10.1080/03044181.2025.2490523. ISSN 0304-4181.
2. ↑  Hollister, C. Warren (2008년 10월 1일). 《Henry I》. Yale University Press. 3쪽. ISBN 978-0-300-14372-0.
3. ↑  discusses the evidence for his age and thus his birth year
4. ↑  Winterbottom, Michael (2010). 《William of Malmesbury and the Normans》. 《The Journal of Medieval Latin》 20. 70–77쪽. doi:10.1484/J.JML.1.102101.
5. ↑  Rodney Thomson, William of Malmesbury, 1987 is the full-length study; see also Farmer, Hugh (1962). 《William of Malmesbury's Life and Works》. 《The Journal of Ecclesiastical History》 13. 39–54쪽. doi:10.1017/S0022046900065659.
6. 1 2 3 4 5  Davis 1911, 675쪽.
7. ↑  Thomson 1987:197–207.
8. ↑  William (of Malmesbury) (1847). 《Chronicle of the Kings of England: From the earliest period to the reign of King Stephen》. H. G. Bohn. 175 ff쪽. 2012년 10월 31일에 확인함.
9. ↑  Hollister 2001:4,
10. ↑  Hollister 2001:4.
11. ↑  William of Malmesbury, Chronicle of the Kings of England, ed. Giles, London 1847, p.308
12. ↑  Quoted in James Westfall Thompson and Edgar Nathanael Johnson, An Introduction to Medieval Europe, 1300–1500 (1937) p. 440
13. ↑  “William of Malmesbury Critical Essays - eNotes.com”. 《eNotes》 (영어). 2017년 11월 13일에 확인함.
14. ↑  “William of Malmesbury”. 《British Library》. 2022년 8월 27일에 원본 문서에서 보존된 문서. 2022년 11월 26일에 확인함.
15. ↑  Momma, Haruko (2012). 〈Narrating the Battle of Hastings: Multilingual Britain and the Monolingualism of William of Malmesbury〉.   Ad Putter; Judith Jefferson. 《Multilingualism in Medieval Britain (c. 1066–1520)》. Medieval Texts and Cultures of Northern Europe 15. Turnhout: Brepols. 225–239쪽. doi:10.1484/M.TCNE-EB.1.100803. ISBN 978-2-503-54250-8.
16. 1 2 3  Bugyis, Katie Ann-Marie (2019). 《The Care of Nuns: The Ministries of Benedictine Women in England During the Central Middle Ages》. New York: Oxford University Press. 226쪽. ISBN 978-0-19-085128-6.
17. 1 2  Davis 1911, 676쪽.

## 더 읽어보기
- Rodney M. Thomson, William of Malmesbury, 보이델 & 브루어, 2003. ISBN 1-84383-030-2
- Kirsten A. Fenton, Gender, Nation and Conquest in the Works of William of Malmesbury (Woodbridge, Boydell, 2008) (Gender in the Middle Ages).
- Discovering William of Malmesbury, edited by Rodney Thomson, Emily Dolmans, and Emily A. Winkler (Woodbridge: Boydell & Brewer, 2017)
- Ming, Liu (2025). 《William of Malmesbury as Author: Travel and Publishing in the Early Twelfth Century》. 《중세사 저널》 51. 265–284쪽. doi:10.1080/03044181.2025.2490523.